# Zosima Paniew
Zosima Wasiljewicz Paniew (ros. Зосима Васильевич Панев, ur. 27 września 1914 we wsi Siemukowo w guberni wołogodzkiej, zm. 7 listopada 1994 w Syktywkarze) – radziecki polityk, premier Komijskiej ASRR (1950-1963), przewodniczący Prezydium Rady Najwyższej Komijskiej ASRR (1972-1984).
1933 ukończył technikum pedagogiczne w Ust'-Wymie, potem pracował jako nauczyciel, dyrektor szkoły średniej i inspektor rejonowego wydziału edukacji ludowej w Komi-Zyriańskim Obwodzie Autonomicznym. 1936-1937 służył w Armii Czerwonej, później ponownie w Wydziale Edukacji Ludowej/Ludowym Komisariacie Szkolnictwa Komijskiej ASRR. 1939-1940 ponownie w Armii Czerwonej, uczestnik wojny z Finlandią, ranny w nogę, od 1940 aktywista WKP(b), 1940-1943 w Komitecie Obwodowym Komi, II sekretarz, a 1943-1947 I sekretarz Sysolskiego Rejonowego Komitetu WKP(b). 1947-1950 słuchacz Wyższej Szkoły Partyjnej przy KC WKP(b), 1950 kierownik wydziału Komitetu Obwodowego WKP(b) Komi, od 1950 do maja 1963 przewodniczący Rady Ministrów Komijskiej ASRR, następnie I zastępca przewodniczącego Rady Ministrów tej republiki. 1972-1984 przewodniczący Prezydium Rady Najwyższej Komijskiej ASRR, następnie na emeryturze. Trzykrotny deputowany do Rady Najwyższej ZSRR i czterokrotny - do Rady Najwyższej Rosyjskiej FSRR.

## Odznaczenia
- Order Lenina (trzykrotnie, m.in. 1945)
- Order Wojny Ojczyźnianej I klasy (1944)
- Order Czerwonego Sztandaru Pracy (trzykrotnie)

I 2 inne ordery.